# Etheostoma
Etheostoma es un género de peces pequeños de agua dulce de la familia Percidae, nativos de América del Norte. La mayoría se limita a los Estados Unidos, pero también hay especies en Canadá y en México. Se les conoce comúnmente como dardos aunque el término "dardo" es compartido por varios otros géneros. Muchos pueden producir feromonas de alarma que sirven para advertir a los peces cercanos en caso de un ataque.

## Especies
Hay 158 especies reconocidas de este género:
- Etheostoma acuticeps R. M. Bailey, 1959
- Etheostoma akatulo Layman & Mayden, 2009
- Etheostoma aquali Williams & Etnier, 1978
- Etheostoma artesiae (O. P. Hay, 1881)
- Etheostoma asprigene (S. A. Forbes, 1878)
- Etheostoma atripinne (D. S. Jordan, 1877)
- Etheostoma australe D. S. Jordan, 1889
- Etheostoma autumnale Mayden, 2010
- Etheostoma baileyi Page & Burr, 1982
- Etheostoma barbouri Kuehne & J. W. Small, 1971
- Etheostoma barrenense Burr & Page, 1982
- Etheostoma basilare Page, Hardman & Near, 2003
- Etheostoma bellator Suttkus & R. M. Bailey, 1993
- Etheostoma bellum Zorach, 1968
- Etheostoma bison Ceas & Page, 1997
- Etheostoma blennioides Rafinesque, 1819
- Etheostoma blennius C. H. Gilbert & Swain, 1887
- Etheostoma boschungi Wall & J. D. Williams, 1974
- Etheostoma brevirostrum Suttkus & Etnier, 1991
- Etheostoma brevispinum (Coker, 1926)
- Etheostoma burri Ceas & Page, 1997
- Etheostoma caeruleum D. H. Storer (fr), 1845
- Etheostoma camurum (Cope, 1870)
- Etheostoma cervus Powers & Mayden, 2003
- Etheostoma chermocki Boschung, Mayden & Tomelleri, 1992
- Etheostoma chienense Page & Ceas, 1992
- Etheostoma chlorobranchium Zorach, 1972
- Etheostoma chlorosomum (O. P. Hay, 1881)
- Etheostoma chuckwachatte Mayden & R. M. Wood, 1993
- Etheostoma cinereum D. H. Storer (fr), 1845
- Etheostoma clinton Mayden & Layman, 2012
- Etheostoma collettei Birdsong & L. W. Knapp, 1969
- Etheostoma collis (C. L. Hubbs & Cannon, 1935)
- Etheostoma colorosum Suttkus & R. M. Bailey, 1993
- Etheostoma coosae (Fowler, 1945)
- Etheostoma corona Page & Ceas, 1992
- Etheostoma cragini C. H. Gilbert, 1885
- Etheostoma crossopterum Braasch & Mayden, 1985
- Etheostoma davisoni O. P. Hay, 1885
- Etheostoma denoncourti Stauffer & van Snik, 1997
- Etheostoma derivativum Page, Hardman & Near, 2003
- Etheostoma ditrema Ramsey & Suttkus, 1965
- Etheostoma douglasi R. M. Wood & Mayden, 1993
- Etheostoma duryi Henshall, 1889
- Etheostoma edwini (C. L. Hubbs & Cannon, 1935)
- Etheostoma erythrozonum Switzer & R. M. Wood, 2009
- Etheostoma etnieri Bouchard, 1977
- Etheostoma etowahae R. M. Wood & Mayden, 1993
- Etheostoma euzonum (C. L. Hubbs & J. D. Black, 1940)
- Etheostoma exile (Girard, 1859)
- Etheostoma flabellare Rafinesque, 1819
- Etheostoma flavum Etnier & R. M. Bailey, 1989
- Etheostoma fonticola (D. S. Jordan & C. H. Gilbert, 1886)
- Etheostoma forbesi Page & Ceas, 1992
- Etheostoma fragi Distler, 1968
- Etheostoma fricksium Hildebrand, 1923
- Etheostoma fusiforme (Girard, 1854)
- Etheostoma gore Mayden & Layman, 2012
- Etheostoma gracile (Girard, 1859)
- Etheostoma grahami (Girard, 1859)
- Etheostoma gutselli (Hildebrand, 1932)
- Etheostoma histrio D. S. Jordan & C. H. Gilbert, 1887
- Etheostoma hopkinsi (Fowler, 1945)
- Etheostoma inscriptum (D. S. Jordan & Brayton, 1878)
- Etheostoma jessiae (D. S. Jordan & Brayton, 1878)
- Etheostoma jimmycarter Mayden & Layman, 2012
- Etheostoma jordani C. H. Gilbert, 1891
- Etheostoma juliae Meek, 1891
- Etheostoma kanawhae (Raney, 1941)
- Etheostoma kantuckeense Ceas & Page, 1997
- Etheostoma kennicotti (Putnam, 1863)
- Etheostoma lachneri Suttkus & R. M. Bailey, 1994
- Etheostoma lawrencei Ceas & Burr, 2002
- Etheostoma lemniscatum Blanton, 2008
- Etheostoma lepidum (S. F. Baird & Girard, 1853)
- Etheostoma longimanum D. S. Jordan, 1888
- Etheostoma lugoi S. M. Norris & W. L. Minckley, 1997
- Etheostoma luteovinctum C. H. Gilbert & Swain, 1887
- Etheostoma lynceum O. P. Hay, 1885
- Etheostoma maculatum Kirtland, 1840
- Etheostoma mariae (Fowler, 1947)
- Etheostoma marmorpinnum Blanton & R. E. Jenkins, 2008
- Etheostoma maydeni Powers & Kuhajda, 2012
- Etheostoma microperca D. S. Jordan & C. H. Gilbert, 1888
- Etheostoma mihileze Mayden, 2010
- Etheostoma moorei Raney & Suttkus, 1964
- Etheostoma nebra Near & M. R. Thomas, 2015[3]
- Etheostoma neopterum W. M. Howell & Dingerkus, 1978
- Etheostoma nianguae C. H. Gilbert & Meek, 1887
- Etheostoma nigripinne Braasch & Mayden, 1985
- Etheostoma nigrum Rafinesque, 1820
- Etheostoma nuchale W. M. Howell & R. D. Caldwell, 1965
- Etheostoma obama Mayden & Layman, 2012
- Etheostoma obeyense Kirsch, 1892
- Etheostoma occidentale Powers & Mayden, 2007
- Etheostoma okaloosae (Fowler, 1941)
- Etheostoma olivaceum Braasch & Page, 1979
- Etheostoma olmstedi D. H. Storer (fr), 1842
- Etheostoma oophylax Ceas & Page, 1992
- Etheostoma orientale Powers & Mayden, 2007
- Etheostoma osburni (C. L. Hubbs & Trautman, 1932)
- Etheostoma pallididorsum Distler & Metcalf, 1962
- Etheostoma parvipinne C. H. Gilbert & Swain, 1887
- Etheostoma percnurum R. E. Jenkins, 1994
- Etheostoma perlongum (C. L. Hubbs & Raney, 1946)
- Etheostoma phytophilum Bart & M. S. Taylor, 1999
- Etheostoma planasaxatile Powers & Mayden, 2007
- Etheostoma podostemone D. S. Jordan & O. P. Jenkins, 1889
- Etheostoma pottsii (Girard, 1859)
- Etheostoma proeliare (O. P. Hay, 1881)
- Etheostoma pseudovulatum Page & Ceas, 1992
- Etheostoma punctulatum (Agassiz, 1854)
- Etheostoma pyrrhogaster R. M. Bailey & Etnier, 1988
- Etheostoma radiosum (C. L. Hubbs & J. D. Black, 1941)
- Etheostoma rafinesquei Burr & Page, 1982
- Etheostoma ramseyi Suttkus & R. M. Bailey, 1994
- Etheostoma raneyi Suttkus & Bart, 1994
- Etheostoma rubrum Raney & Suttkus, 1966
- Etheostoma rufilineatum (Cope, 1870)
- Etheostoma rupestre C. H. Gilbert & Swain, 1887
- Etheostoma sagitta (D. S. Jordan & Swain, 1883)
- Etheostoma saludae (C. L. Hubbs & Cannon, 1935)
- Etheostoma scotti Bauer, Etnier & Burkhead, 1995
- Etheostoma segrex S. M. Norris & W. L. Minckley, 1997
- Etheostoma sellare (Radcliffe & W. W. Welsh, 1913)
- Etheostoma sequatchiense Burr, 1979
- Etheostoma serrifer (C. L. Hubbs & Cannon, 1935)
- Etheostoma simoterum (Cope, 1868)
- Etheostoma sitikuense Blanton, 2008
- Etheostoma smithi Page & Braasch, 1976
- Etheostoma spectabile (Agassiz, 1854)
- Etheostoma spilotum C. H. Gilbert, 1887
- Etheostoma squamiceps D. S. Jordan, 1877
- Etheostoma stigmaeum (D. S. Jordan, 1877)
- Etheostoma striatulum Page & Braasch, 1977
- Etheostoma susanae (D. S. Jordan & Swain, 1883)
- Etheostoma swaini (D. S. Jordan, 1884)
- Etheostoma swannanoa D. S. Jordan & Evermann, 1889
- Etheostoma tallapoosae Suttkus & Etnier, 1991
- Etheostoma tecumsehi Ceas & Page, 1997
- Etheostoma teddyroosevelt Mayden & Layman, 2012
- Etheostoma tennesseense Powers & Mayden, 2007
- Etheostoma tetrazonum (C. L. Hubbs & J. D. Black, 1940)
- Etheostoma thalassinum (D. S. Jordan & Brayton, 1878)
- Etheostoma thompsoni Suttkus, Bart & Etnier, 2012
- Etheostoma tippecanoe D. S. Jordan & Evermann, 1890
- Etheostoma trisella R. M. Bailey & W. J. Richards, 1963
- Etheostoma tuscumbia C. H. Gilbert & Swain, 1887
- Etheostoma uniporum Distler, 1968
- Etheostoma variatum Kirtland, 1838
- Etheostoma virgatum (D. S. Jordan, 1880)
- Etheostoma vitreum (Cope, 1870)
- Etheostoma vulneratum (Cope, 1870)
- Etheostoma wapiti Etnier & J. D. Williams, 1989
- Etheostoma whipplei (Girard, 1859)
- Etheostoma zonale (Cope, 1868)
- Etheostoma zonifer (C. L. Hubbs & Cannon, 1935)
- Etheostoma zonistium R. M. Bailey & Etnier, 1988